# NGC 4950
NGC 4950 est une galaxie lenticulaire située dans la constellation du Centaure. Sa vitesse par rapport au fond diffus cosmologique est de 3 059 ± 62 km/s, ce qui correspond à une distance de Hubble de 45,1 ± 3,3 Mpc (∼147 millions d'al). NGC 4950 a été découverte par l'astronome britannique John Herschel en 1834.